# Aphetea maculata
Aphetea maculata är en insektsart som beskrevs av William D. Funkhouser. Aphetea maculata ingår i släktet Aphetea och familjen hornstritar. Inga underarter finns listade i Catalogue of Life.